# 片瀬江ノ島駅
片瀬江ノ島駅（かたせえのしまえき）は、神奈川県藤沢市片瀬海岸二丁目にある、小田急電鉄江ノ島線の駅で、同線の終着駅。駅番号はOE 16。「新江ノ島水族館 最寄駅」の副駅名が設定されている。
3社の路線（江ノ島電鉄線・湘南モノレール含む）がある江の島地区の駅では唯一、東京都区部（新宿駅）への直通列車があり、江ノ島（江の島）と名が付く駅（当駅・江ノ島駅・湘南江の島駅）の中で当駅が最も江の島に近い。行楽地・観光地ということもあり、駅舎は竜宮城を模したユニークなデザインとなっている。
関東の駅百選認定駅。

## 歴史

### 年表
- 1929年（昭和4年）4月1日： 開設。「直通」の発着駅となる。当時の各停は新宿駅 - 稲田登戸駅（現・向ヶ丘遊園駅）間のみで運行されていた。
  - 当時は鎌倉郡川口村西浜2932に所在。
- 1945年（昭和20年）6月：「直通」廃止。各停が全線運行されることとなる。
- 1946年（昭和21年）10月1日：準急新設。
- 1955年（昭和30年）3月25日：通勤急行新設。
- 1957年（昭和32年）：夏季に海水浴客輸送用臨時列車として快速急行運行開始。
- 1959年（昭和34年）4月：急行新設。
- 1999年（平成11年）10月14日：関東の駅百選に選定[2]。選定理由は「相模湾に『江の島』をのぞみ、竜宮城を思わせるより幻想的な駅」[2]。
- 2002年（平成14年）3月23日：湘南急行新設[3]。
- 2004年（平成16年）12月11日：湘南急行が快速急行へ改称[4]。
- 2008年（平成20年）2月：行先案内表示器がフルカラーLED式へ更新。
- 2018年（平成30年）
  - 1月31日：駅建替えに伴い、駅売店閉店。
  - 2月：全ホーム先端の車両が止まらない場所に、柵が新設。
  - 3月17日：ダイヤ改正に伴い、6両の急行廃止。また平日は早朝急行新宿行（相模大野駅より快速急行）を除き各停・特急のみとなる[5]。
- 2020年（令和2年）
  - 2月28日：新駅舎一部使用開始[6][7]。
  - 7月30日：新駅舎完成[8]。
- 2022年（令和4年）3月12日：快速急行発着廃止。また、早朝急行新宿行（平日のみ相模大野駅より快速急行）を除き、各停・特急のみとなる[9]。

### 駅名の由来と表記
観光地たる江の島の玄関駅であるが、江ノ島電鉄（江ノ電）に「江ノ島駅」が既にあり、また片瀬海岸が近くにあることから、「片瀬江ノ島」と名付けられた。ちなみに、江ノ電は小田急線が開通する1か月前に「片瀬駅」を「江ノ島駅」へ改称している。

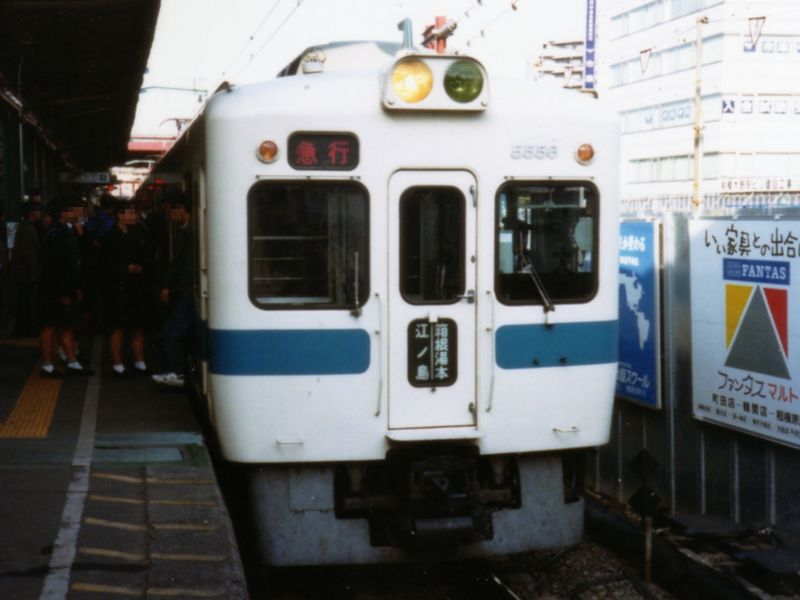
「箱根湯本/江ノ島」の行先表示を掲出している5000形電車
（1993年、相模大野駅にて撮影）

なお、片瀬江ノ島駅行列車の行先表示は、以前は「片瀬江ノ島」ではなく「江ノ島」と表示されていた。
2002年に営業運行を開始した3000形のLED式行先表示器から、「片瀬江ノ島」と表示されるようになった。また、2003年（平成15年）以降は方向幕の英字併記化と共にその他の車両も「片瀬江ノ島」と表示するようになった。

## 駅構造
頭端式ホーム2面3線を有する地上駅。
駅前より改札口、ホームに至るまで段差がないため、階段・エスカレーター・エレベーターはない。トイレは改札を入って左側にあり、多目的トイレも併設されている。
主に海水浴シーズンやふじさわ江の島花火大会などの多客期に営業する臨時改札口は有人であるが、PASMO・Suica利用者のために簡易ICカード改札機が設置されている。
2008年（平成20年）2月頃、行先案内表示器がフルカラーLED式へ更新された。
2020年（令和2年）に完成した新駅舎は、先代の神殿調の駅舎デザインを引き継ぐと共に、社寺に用いられる「竜宮造り」の技法を取入れて、江の島の「五頭龍と天女の伝説」に因んだ天女と龍の装飾を施している一方、イルカの像をしゃちほこのように設置するなどの品格と遊び心を共存させたデザインとなっている。また、コンコースには新江ノ島水族館の協力を得てクラゲ水槽を設置した。

### のりば
| ホーム | 路線     | 行先                            | 備考                             |
| ------ | -------- | ------------------------------- | -------------------------------- |
| 1      | 江ノ島線 | 相模大野・新宿・ 千代田線方面   | このホームのみ10両編成が入線可能 |
| 2      | 江ノ島線 | 相模大野・新宿・ 千代田線方面   | 線路は共通                       |
| 3      | 江ノ島線 | （2番ホームの列車の降車ホーム） | 線路は共通                       |
| 4      | 江ノ島線 | 相模大野・新宿・ 千代田線方面   |                                  |

閑散時間帯は2番ホーム到着時、降車専用ホームである3番ホームでの扉扱いを行わず、乗降共に2番ホームで行う形となる。
1番ホームに10両、2・3番ホームと4番ホームに6両編成の夜間留置がある。このうち10両編成は、夜間に藤沢駅から当駅まで回送された上で、翌朝の急行新宿行きに充当される(平日は相模大野から快速急行に種別変更)。

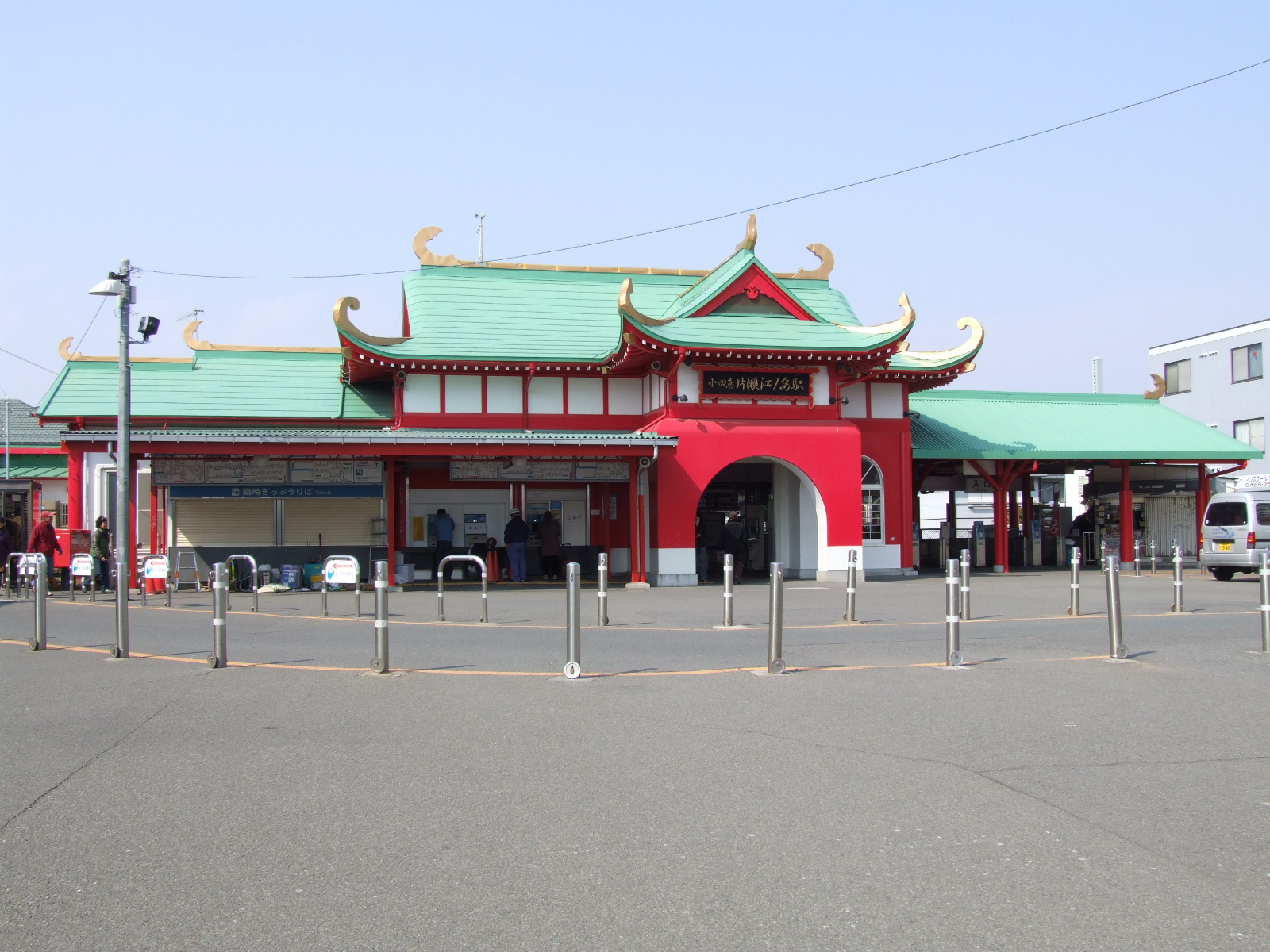
旧駅舎（2008年2月3日）
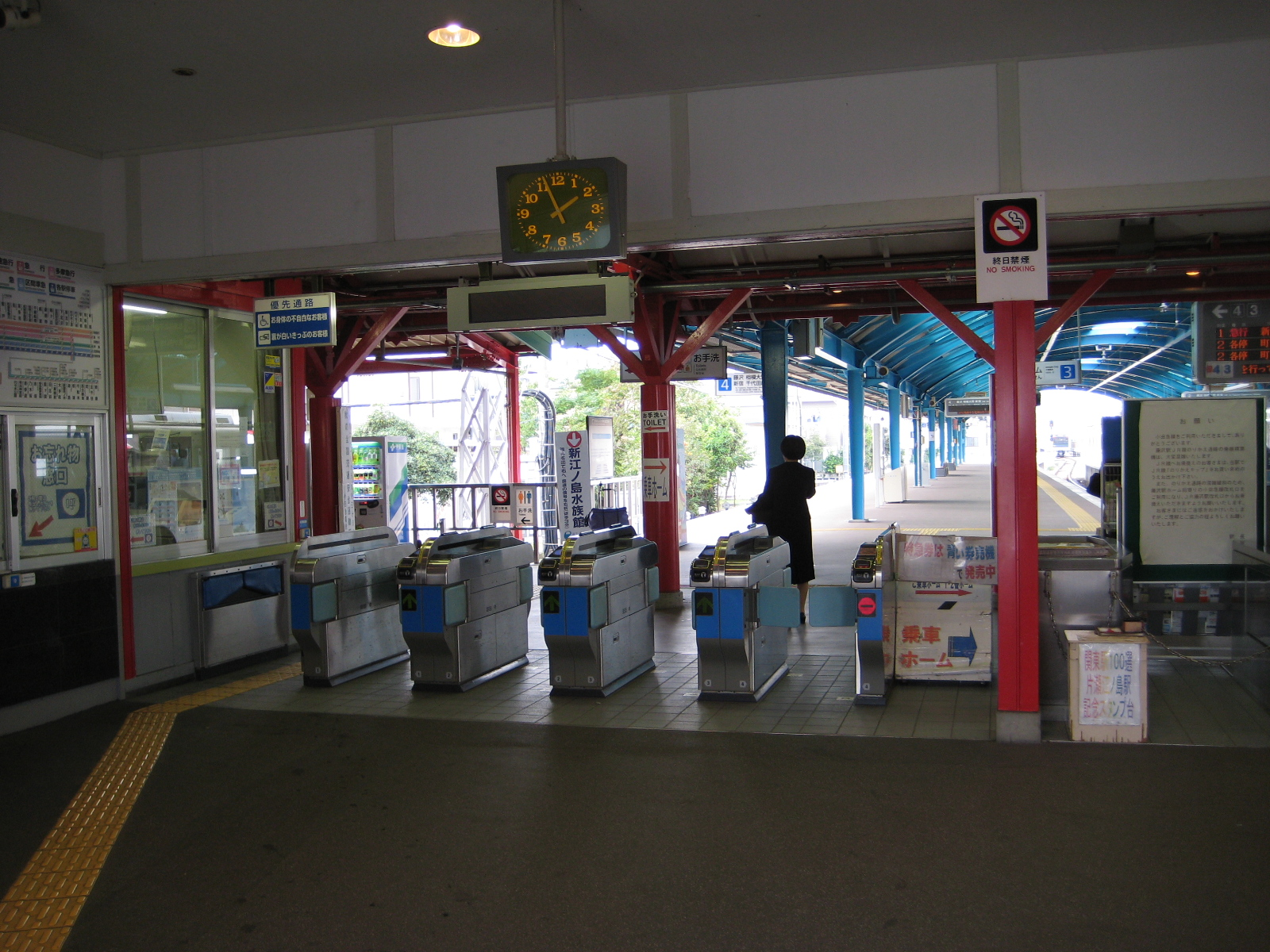
コンコース（2007年9月30日）
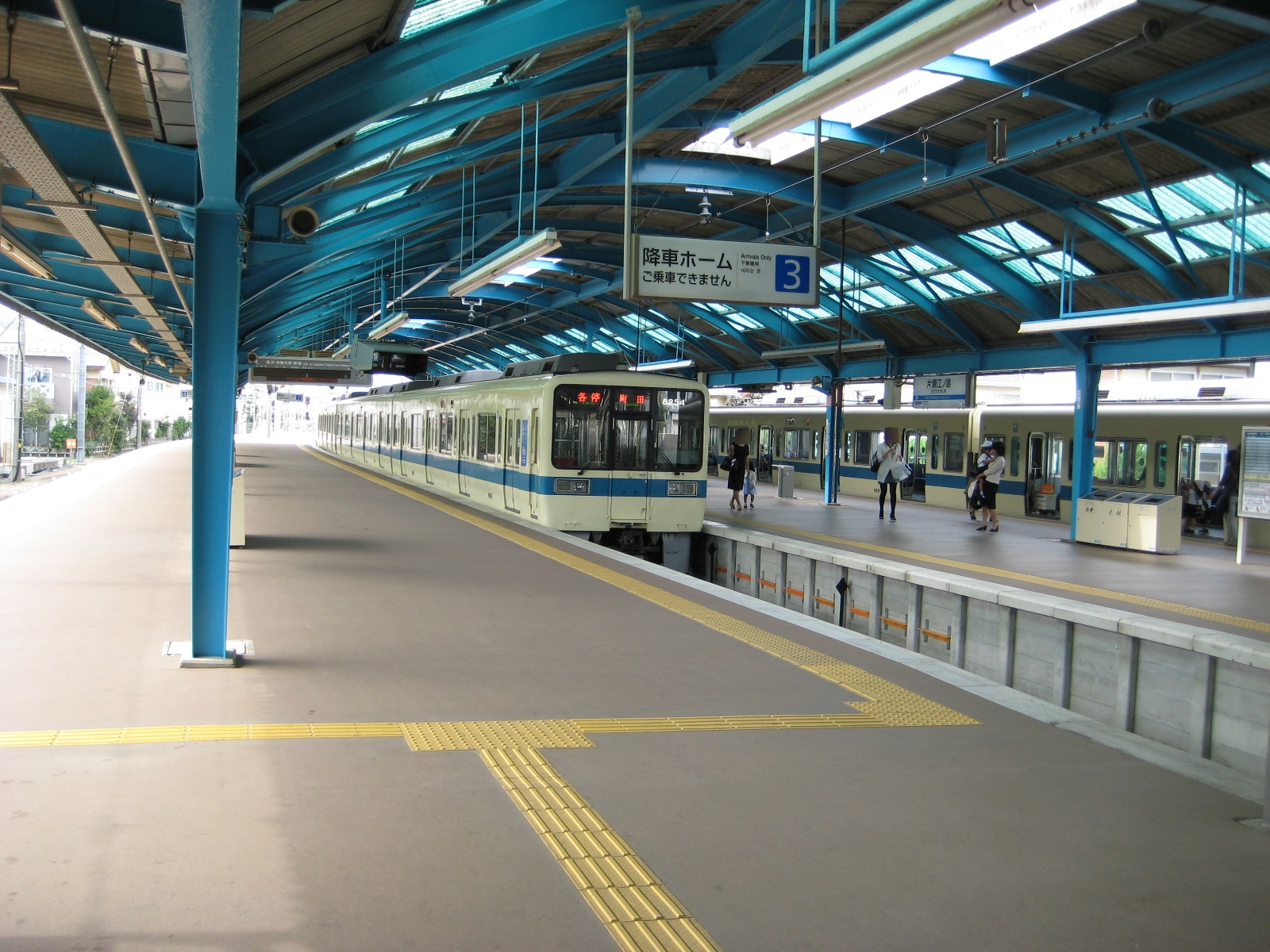
ホーム（2007年9月26日）

## 利用状況
2024年度（令和6年度）の1日平均乗降人員は19,404人であり、小田急線全70駅中49位。
小田急線特急ロマンスカー停車駅では最も少ないが、終端駅と言うこともあり、同じくロマンスカー始終着駅の小田急箱根鉄道線箱根湯本駅を上回る数値を記録している。また、初日の出見物客が増える元旦と年2回の花火大会開催日は非常に混雑する。このため小田急江ノ島線では、定期列車の運転区間延長や列車の増発が行われる。
近年の1日平均乗降・乗車人員の推移は以下の通り。
| 年度               | 1日平均 乗降人員 | 増加率 | 順位        | 1日平均 乗車人員 | 出典                |
| ------------------ | ---------------- | ------ | ----------- | ---------------- | ------------------- |
| 1995年（平成07年） |                  |        |             | 8,773            | [ 神奈川県統計 1 ]  |
| 1998年（平成10年） |                  |        |             | 7,601            | [ 神奈川県統計 2 ]  |
| 1999年（平成11年） | 14,223           | 0%     | 57位 / 69駅 | 7,595            | [ 神奈川県統計 3 ]  |
| 2000年（平成12年） | 14,125           | −0.7%  | 57位 / 69駅 | 7,573            | [ 神奈川県統計 3 ]  |
| 2001年（平成13年） | 14,146           | 0.1%   | 57位 / 69駅 | 7,678            | [ 神奈川県統計 4 ]  |
| 2002年（平成14年） | 14,002           | −1.0%  | 58位 / 69駅 | 7,622            | [ 神奈川県統計 5 ]  |
| 2003年（平成15年） | 14,234           | 1.7%   | 58位 / 69駅 | 7,788            | [ 神奈川県統計 6 ]  |
| 2004年（平成16年） | 16,866           | 18.5%  | 55位 / 70駅 | 9,095            | [ 神奈川県統計 7 ]  |
| 2005年（平成17年） | 17,024           | 0.9%   | 55位 / 70駅 | 8,982            | [ 神奈川県統計 8 ]  |
| 2006年（平成18年） | 17,059           | 0.2%   | 55位 / 70駅 | 9,031            | [ 神奈川県統計 9 ]  |
| 2007年（平成19年） | 17,873           | 4.8%   | 55位 / 70駅 | 9,345            | [ 神奈川県統計 10 ] |
| 2008年（平成20年） | 18,066           | 1.1%   | 55位 / 70駅 | 9,467            | [ 神奈川県統計 11 ] |
| 2009年（平成21年） | 18,239           | 1.0%   | 55位 / 70駅 | 9,517            | [ 神奈川県統計 12 ] |
| 2010年（平成22年） | 18,391           | 0.8%   | 55位 / 70駅 | 9,557            | [ 神奈川県統計 13 ] |
| 2011年（平成23年） | 17,260           | −6.1%  | 55位 / 70駅 | 8,939            | [ 神奈川県統計 14 ] |
| 2012年（平成24年） | 18,808           | 9.0%   | 55位 / 70駅 | 9,760            | [ 神奈川県統計 15 ] |
| 2013年（平成25年） | 19,501           | 3.7%   | 55位 / 70駅 | 10,115           | [ 神奈川県統計 16 ] |
| 2014年（平成26年） | 19,979           | 2.5%   | 53位 / 70駅 | 10,457           | [ 神奈川県統計 17 ] |
| 2015年（平成27年） | 20,692           | 3.6%   | 53位 / 70駅 | 10,897           | [ 神奈川県統計 18 ] |
| 2016年（平成28年） | 21,440           | 3.6%   | 49位 / 70駅 | 11,330           | [ 神奈川県統計 19 ] |
| 2017年（平成29年） | 20,699           | −3.5%  | 50位 / 70駅 | 10,968           | [ 神奈川県統計 20 ] |
| 2018年（平成30年） | 21,217           | 2.5%   | 49位 / 70駅 | 11,238           | [ 神奈川県統計 21 ] |
| 2019年（令和元年） | 19,828           | −6.5%  | 54位 / 70駅 | 10,483           | [ 神奈川県統計 22 ] |
| 2020年（令和02年） | 13,306           | −32.9% | 54位 / 70駅 | 6,890            | [ 神奈川県統計 23 ] |
| 2021年（令和03年） | 16,080           | 20.8%  | 54位 / 70駅 | 8,346            | [ 神奈川県統計 24 ] |
| 2022年（令和04年） | 18,112           | 12.6%  | 50位 / 70駅 |                  |                     |
| 2023年（令和05年） | 19,067           | 5.3%   | 49位 / 70駅 |                  |                     |
| 2024年（令和06年） | 19,404           | 1.8%   | 50位 / 70駅 |                  |                     |

## 駅周辺
- 江ノ島駅（江ノ島電鉄線）
- 湘南江の島駅（湘南モノレール江の島線）

※ いずれも当駅から600m程離れており、連絡運輸は行われていない。
- 江の島（江島神社、江の島灯台、江の島ヨットハーバーなど）
- 新江ノ島水族館
- 片瀬東浜海水浴場
- 片瀬西浜・鵠沼海水浴場
- 神奈川県立湘南海岸公園
- 片瀬漁港
- 江ノ島ボウリングセンター
- 国道134号
- 湘南白百合学園小学校
- Odakyu OX 江ノ島店
- かながわ信用金庫 片瀬支店

### バス路線
境川に架かる弁天橋を渡った対岸の江の島入口交差点付近にある「江ノ島海岸」及び、徒歩5分程の場所にある新江ノ島水族館前の「江ノ島水族館前」の2箇所が最寄バス停である。
江ノ島海岸
- 北方向
  - 江ノ電バス
    - F3・F31・F35：藤沢駅南口行
    - N3：大船駅東口交通広場行（手広経由）

  - 神奈川中央交通
    - 藤77：藤沢駅北口行 ※季節限定
- 南方向
  - 江ノ電バス
    - F3・N3：江ノ島行
    - F31：湘南港桟橋行 ※土休日朝1本

  - 神奈川中央交通
    - 藤77：藤沢駅北口行（江の島経由） / 辻堂駅南口行（江の島経由） ※季節限定
    - 急行：江の島行 ※季節限定
- 西方向
  - 江ノ電バス
    - F35：辻堂駅行 ※季節限定

  - 神奈川中央交通
    - 藤77：辻堂駅南口行 ※季節限定
    - 急行：大磯駅行（平塚駅南口経由） ※季節限定

江ノ島水族館前
- 江ノ電バス
  - F35：藤沢駅南口行 / 辻堂駅行 ※季節限定
- 神奈川中央交通
  - 藤77：藤沢駅北口行（江の島経由） / 辻堂駅南口行 ※季節限定
  - 急行：江の島行 / 大磯駅（平塚駅南口経由） ※季節限定

## 駅舎について
竜宮城を模した駅舎が建てられた当初は、登記上は仮駅舎であった。これは、開設当時、駅近くには東海土地電気株式会社（1922年（大正11年）12月22日に免許が公布された）による大船 - 江ノ島 - 茅ヶ崎間の路線が建設される予定があり、もし開通した場合は撤去しなければならなかったためである。
しかし、東海土地電気には路線建設予算がなく、当初から免許が失効することは確実視されていた。そのため、駅舎建築には約18,000円という当時としては高額（同時期の省線電車初乗りは5銭）予算が投入され、実質的には本駅舎であった。
その後、東海土地電気の免許は1930年（昭和5年）1月に失効され、駅舎登記は「仮設」から「本設」に書き換えられた。なお、東海土地電気は1926年（大正15年）7月に事業を新設会社の「江ノ島電気鉄道」（後に江ノ島電鉄と改称）に譲渡して解散しており、さらに江ノ島電気鉄道は1928年（昭和3年）7月に当時は東京電燈経営の軌道線であった現在の江ノ島電鉄線を買収している。
正面玄関にある駅名標は、竜宮城の入口に相応しい当駅オリジナルのものである。

### 駅舎建替え
2017年（平成29年）6月30日の『神奈川新聞』で、片瀬江ノ島駅前の都市計画道路を拡張するに当たり、駅舎の一部分が重なるため、2020年（令和2年）に開催される東京オリンピック前の竣工予定で建替えが決定されたことが報じられた。

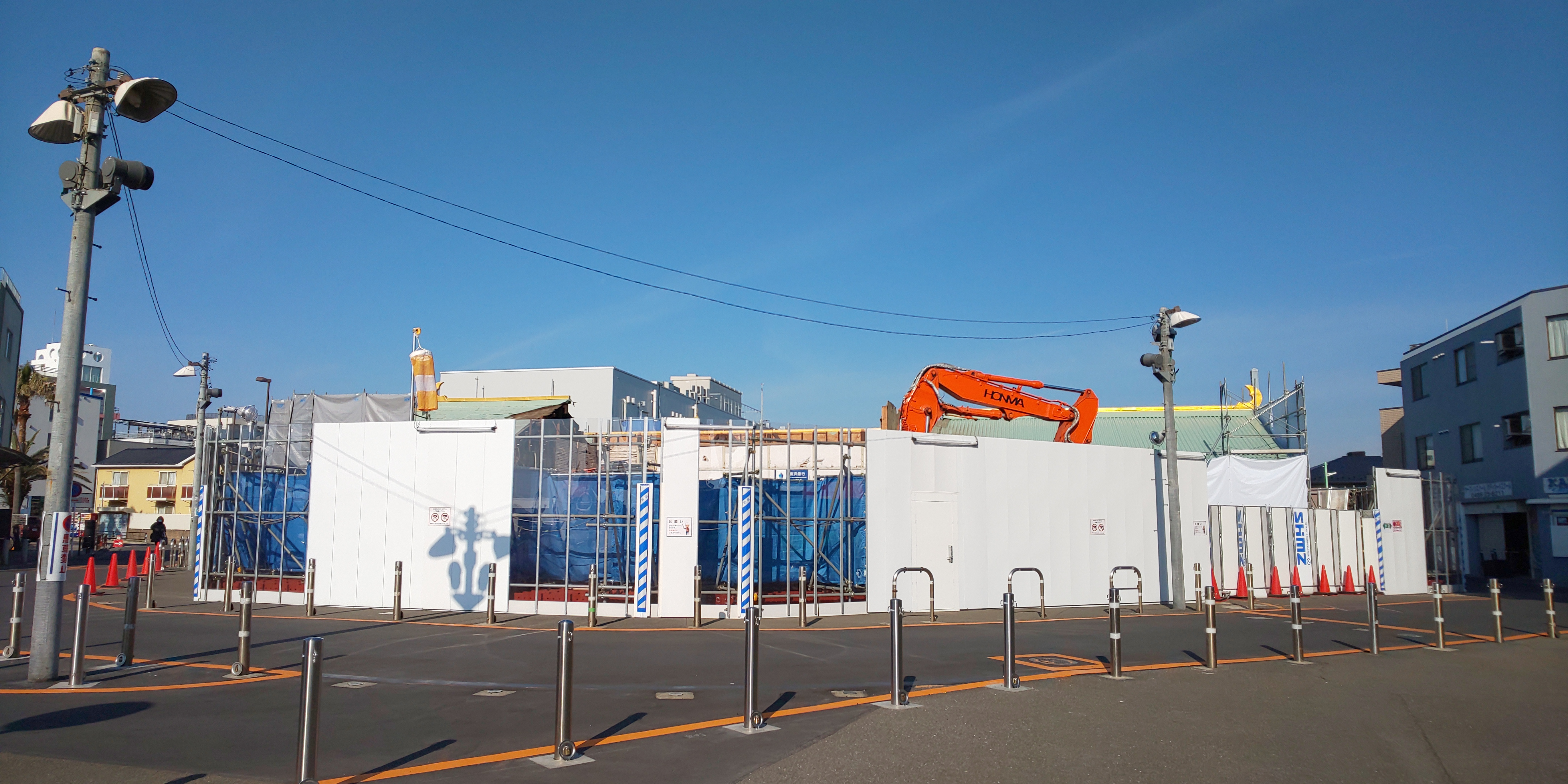
解体中の駅舎(2019年2月撮影)

新駅舎のデザイン・設計については2017年（平成29年）7月時点では、「藤沢市と検討を実施中で、今の雰囲気を生かし、愛されるデザインを目指す。」と小田急電鉄広報部が回答し、藤沢市計画建築部の江の島地区周辺整備担当が駅周辺の自治会から聞取を実施して、「竜宮城のデザインは残して欲しい」などの意見を得て、小田急側に伝達した。
同年12月12日、小田急は駅舎改良工事概要を発表。竜宮城の雰囲気は踏襲し、竜宮造りと言われる神社仏閣の技法を取入れた造りとすることが明らかとなった。2018年（平成30年）2月に着工、2年余の期間を経て2020年（令和2年）2月より一部使用開始。同年5月に完成を予定していたが、7月30日の完成となった。

## 隣の駅
小田急電鉄
 江ノ島線
- □特急ロマンスカー「えのしま」・「メトロえのしま」発着駅、「ホームウェイ」終着駅

■急行（早朝上りのみ運転）
藤沢駅 (OE 13) ← 片瀬江ノ島駅 (OE 16)
■各駅停車
鵠沼海岸駅 (OE 15) - 片瀬江ノ島駅 (OE 16)